# 五講四美三熱愛
五講四美三熱愛（ごこうよんびさんねつあい、中国語: 五讲四美三热爱、ピン音:wǔjiǎngsìměisānrèài ）とは中華人民共和国が1980年代に提唱した行動上の規範。1981年2月に「五講四美」が提唱され、1983年2月に「三熱愛」が追加された。

## 内容
- 「講」・・・気を配るべきもの
  - 講文明（讲文明）：文明
  - 講礼貌（讲礼貌）：礼儀
  - 講衛生（讲卫生）：衛生
  - 講秩序（讲秩序）：秩序
  - 講道徳（讲道德）：道徳
- 「美」・・・美しくすべきもの
  - 心霊美（心灵美）：心
  - 語言美（语言美）：言語
  - 行動美（行为美）：行動
  - 環境美（环境美）：環境
- 「熱愛」・・・愛すべきもの
  - 熱愛祖国（热爱祖国）：祖国
  - 熱愛社会主義（热爱社会主义）：社会主義
  - 熱愛共産党（热爱共產黨）：中国共産党

## 歴史
1981年2月25日、中華全国総工会 (zh:中华全国总工会) 、中国共産主義青年団、中華全国婦女連合会 (中华全国妇女联合会) 、中国文学芸術界連合会 (zh:中国文学艺术界联合会) 、中国倫理学会、中国語言学会、中華全国美学学会、中央愛国衛生運動委員会の9組織が「精神・文明・礼儀活動に関する呼びかけ」として連名で提唱した。2月28日、党宣伝部、中国教育部、文化部、衛生部、公安部（中国の「部」は日本の「省」に相当する）の連名で発布され、先の9組織が「五講四美」として、実施を呼びかけた。
1983年2月、中国共産党中央委員会と中華人民共和国国務院が連名でこれに「三熱愛」を足し、毎年3月を「全民文明礼貌月」（全国民文明礼儀の日）とすることを決めた。また、3月11日、「五講四美三熱愛活動委員会」が設置され、万里が担当主任となった。「全民文明礼貌月」は2009年現在でも続けられている